# Jessica Pilnäs
Jessica Georganne Pilnäs (* 5. Juli 1978 in Åryd, Växjö) ist eine schwedische Sängerin, die hauptsächlich Pop-Jazz interpretiert.

## Leben und Wirken
Pilnäs ist die Tochter von Thommy Gustafsson, der Keyboardspieler der Band Sven-Ingvars war. Sie wurde zunächst mit dem Song „Jag ger dig allt“ bekannt, mit dem sie beim Melodifestivalen 1995 den dritten Platz erreichte. Statt einen Plattenvertrag abzuschließen, ging sie weiter auf das Gymnasium und besuchte dann die Fridhem-Jazzschule.
Nach der Ausbildung wurde Pilnäs Mitglied der international erfolgreichen R & B-Band Robyn. Unter dem Pseudonym „Isa“ spielte sie für Epic das Album Pretender ein. Es verkaufte sich in Japan gut; das Titelstück wurde im Jahr 2000 auch zu einem Hit in Schweden.
Pilnäs absolvierte nun ein Medizinstudium am Karolinska Institutet. Gitarrist Johan Norberg, der mit ihr 2000 in Japan auf Tournee war, schrieb für sie den Song „The More I See“, der den Moment des Erwachens der Liebe thematisiert. Beide stellten fest, dass er ihre Beziehung widerspiegelt. Seither sind sie ein Paar (seit einigen Jahren verheiratet). Nils Landgren versuchte noch während ihres Studiums wiederholt, sie für die Musik zurückzugewinnen. 2003 nahm er mit ihr eine Duett-Version von „The Winner Takes It All“ auf, die später auf dem Sammelalbum Magic Nordic Voices erschien. 2008 schließlich holte er sie für die zweite Folge seines Projektes Christmas with My Friends, mit dem er auch auf Tournee durch Schweden und Deutschland ging. Pilnäs legte in der Folge zwei Alben unter eigenem Namen vor; auch war sie mehrfach an weiteren Weihnachtsproduktionen und -tourneen von Nils Landgren beteiligt.

## Diskographische Hinweise
- Bitter and Sweet (Emocion 2011, mit Nils Landgren, Jonas Knutsson, Johan Norberg, Dan Berglund, Wolfgang Haffner)[3]
- Norma Deloris Egstrom – A Tribute to Peggy Lee (Act 2012, mit Mattias Ståhl, Karl Olandersson, Fredrik Jonsson und dem Fleshquartet)

Singles
- Jag ger dig allt (1995)
- Pretender  (2000, als Isa)